# Ben Bot
Bernard Rudolf "Ben" Bot, född 21 november 1937 i Jakarta , är en nederländsk diplomat och politiker. Han tjänstgjorde i nederländska utrikesministeriet 1963-2003 och var bland annat ambassadör och ständig representant vid Europeiska unionen 1992-2003. Som politiker företräder han Kristdemokratisk appell och han var utrikesminister 2003-2007 i Jan Peter Balkenende regering.